# Felipe Titto
Felipe Daniel Titto (São Paulo, 12 de septiembre de 1986) es un actor, modelo y conductor de televisión brasileño.

## Filmografía

### Televisión
| Periodo     | Título                  | Personaje             | Nota(s)                                                 | Ref    |
| ----------- | ----------------------- | --------------------- | ------------------------------------------------------- | ------ |
| 2004        | A Diarista              | Banana                | Episodio: Aquele com os Adolescentes                    |        |
| 2005        | Malhação                | Frederico (Marley)    | 12.ª temporada                                          | [ 2 ]  |
| 2007        | Diário de Sofia         |                       |                                                         |        |
| 2008        | Casos e Acasos          |                       |                                                         |        |
| 2009        | Aline                   | Episodio: Aline TPM   |                                                         |        |
| 2012        | Avenida Brasil          | Sidney de las Gracias |                                                         | [ 4 ]  |
| 2013        | Rastros de mentiras     | Wagner Carvalho       |                                                         | [ 2 ]  |
| 2014        | Caldeirão do Huck       | Él mismo              | Participante del cuadro "Saltibum"                      | [ 5 ]  |
| 2015        | Caldeirão do Huck       | Él mismo              | Participante del cuadro "Melhores Provas do Lata Velha" | [ 6 ]  |
| 2015 - 2017 | Are You the One? Brasil | Él mismo              | Presentador                                             | [ 3 ]  |
| 2015        | Reglas del juego        | MC Limón              | Participación                                           | [ 7 ]  |
| 2015        | Malhação                | Vitor (Samurai)       |                                                         | [ 8 ]  |
| 2016 - 2017 | Ridículos MTV           | Él mismo              | Presentador                                             | [ 9 ]  |
| 2017        | O Outro Lado do Paraíso | Odair                 |                                                         | [ 10 ] |
| 2021        | Shark Tank Brasil       | Él mismo              | Inversionista invitado; 1 Episodio                      |        |

### Cine
| Año  | Título                 | Personaje    | Nota(s) | Ref |
| ---- | ---------------------- | ------------ | ------- | --- |
| 2007 | No por casualidad      |              |         |     |
| 2008 | Proêmio                |              |         |     |
| 2016 | Mais Forte que o Mundo | Tony Mendigo |         |     |
| 2016 | Esteros                | Tuto         |         |     |

### Videoclipe
| Año  | Título           | Artista        | Ref    |
| ---- | ---------------- | -------------- | ------ |
| 2016 | Pra Sempre       | Thiago Di Melo | [ 11 ] |
| 2017 | Amor da sua cama | Felipe Araújo  | [ 12 ] |

## Premios y nominaciones
| Año  | Premio                 | Categoría                  | Trabajo indicado        | Resultado |
| ---- | ---------------------- | -------------------------- | ----------------------- | --------- |
| 2013 | Premio Quem            | Revelación                 | Rastros de mentiras     | Nominado  |
| 2015 | Premio Joven Brasileño | Mejor Presentador(a) Joven | Are You the One? Brasil | Nominado  |
| 2016 | Premio Joven Brasileño | Mejor Presentador(a) Joven | Are You the One? Brasil | Nominado  |